# العلاقات الإسبانية السيشلية
العلاقات الإسبانية السيشلية هي العلاقات الثنائية التي تجمع بين إسبانيا وسيشل.

## مقارنة بين البلدين
هذه مقارنة عامة ومرجعية للدولتين:
| وجه المقارنة                                              | إسبانيا                                                                             | سيشل                                                |
| --------------------------------------------------------- | ----------------------------------------------------------------------------------- | --------------------------------------------------- |
| المساحة (كم2)                                             | 505.99 ألف                                                                          | 459                                                 |
| عدد السكان (نسمة)                                         | 46.73 مليون                                                                         | 95.84 ألف                                           |
| الكثافة السكانية (ن./كم²)                                 | 92.35                                                                               | 20.88 ألف                                           |
| العاصمة                                                   | مدريد                                                                               | فيكتوريا                                            |
| اللغة الرسمية                                             | اللغة الإسبانية، اللغة الغاليسية، لغة بشكنشية، اللغة الكتالونية، اللغة الأوكسيتانية | لغة فرنسية، لغة إنجليزية، اللغة الكريولية السيشيلية |
| العملة                                                    | يورو، بيزيتا إسبانية                                                                | روبية سيشلية                                        |
| الناتج المحلي الإجمالي (بليون دولار)                      | 1.31 تريليون                                                                        | 1.49 مليار                                          |
| الناتج المحلي الإجمالي (تعادل القوة الشرائية) بليون دولار | 1.77 تريليون                                                                        | 2.54 مليار                                          |
| الناتج المحلي الإجمالي الاسمي للفرد دولار أمريكي          | 28.16 ألف                                                                           | 15.48 ألف                                           |
| الناتج المحلي الإجمالي للفرد دولار أمريكي                 | 38.00 ألف                                                                           | 26.42 ألف                                           |
| مؤشر التنمية البشرية                                      | 0.876                                                                               | 0.772                                               |
| رمز المكالمات الدولي                                      | +34                                                                                 | +248                                                |
| رمز الإنترنت                                              | .es                                                                                 | .sc                                                 |
| المنطقة الزمنية                                           | ت ع م+01:00، ت ع م+02:00                                                            | ت ع م+04:00                                         |

## منظمات دولية مشتركة
يشترك البلدان في عضوية مجموعة من المنظمات الدولية، منها:
| علم المنظمة | اسم المنظمة                               | تاريخ انضمام إسبانيا | تاريخ انضمام سيشل |
| ----------- | ----------------------------------------- | -------------------- | ----------------- |
|             | يونسكو                                    | 30 يناير 1953        | 18 أكتوبر 1976    |
|             | وكالة ضمان الاستثمار متعدد الأطراف        | 29 أبريل 1988        | 15 سبتمبر 1992    |
|             | الأمم المتحدة                             | 14 ديسمبر 1955       | 21 سبتمبر 1976    |
|             | الفريق المعني برصد الأرض                  | ?                    | ?                 |
|             | الاتحاد البريدي العالمي                   | ?                    | ?                 |
|             | البنك الدولي للإنشاء والتعمير             | 15 سبتمبر 1958       | 29 سبتمبر 1980    |
|             | الاتحاد الدولي للاتصالات                  | 1866                 | 17 سبتمبر 1999    |
|             | منظمة حظر الأسلحة الكيميائية              | ?                    | 29 أبريل 1997     |
|             | مؤسسة التمويل الدولية                     | 24 مارس 1960         | 11 يونيو 1981     |
|             | المركز الدولي لتسوية المنازعات الاستشارية | 17 سبتمبر 1994       | 19 أبريل 1978     |
|             | منظمة الشرطة الجنائية الدولية             | ?                    | 1 سبتمبر 1977     |
|             | البنك الإفريقي للتنمية                    | ?                    | ?                 |

## وصلات خارجية
- موقع وزارة الخارجية الإسبانية
- موقع وزارة الخارجية السيشلية